# Вайнер, Георгий Александрович
Гео́ргий Алекса́ндрович Ва́йнер (10 февраля 1938, Москва — 11 июня 2009, Нью-Йорк) — русский писатель в жанре детектива, сценарист, редактор и журналист (до 1990 года в СССР, затем в США). Брат и соавтор писателя и сценариста Аркадия Вайнера.

## Биография
Родился 10 февраля 1938 года в Москве. В 1960 году окончил Московский заочный юридический институт. Работал инженером, журналистом ТАСС.
Член КПСС с 1962 года. Член Союза писателей СССР (1972). Член Союза кинематографистов СССР.
В 1990 году эмигрировал в США, работал журналистом, в 1992—2001 годах был главным редактором газеты «Новое русское слово»: сначала, в конце 1980-х годов, возглавлял московское отделение редакции, которое размещалось в его квартире, но долго не просуществовало; затем, окончательно переехав в Нью-Йорк на постоянное место жительства, работал в основном нью-йоркском помещении.
Был членом редколлегии русскоязычной газеты «Русский Базар» и журнала «Чайка».
В последнее время жил в Нью-Йорке и северном Нью-Джерси, где и скончался 11 июня 2009 года после тяжёлой и продолжительной болезни. Похороны Георгия Вайнера прошли 12 июня на кладбище Маунт-Мориа в Фэйрвью (Нью-Джерси).
У Георгия Вайнера осталась жена Александра Григорьевна и трое детей: Станислав и Анна — в США, Константин (Юда) переехал в Израиль.

## Сочинения

### Проза
- Ощупью в полдень: Повесть: ч.1-2. М., 1969
- Часы для мистера Келли: Повести. М., 1970
- Визит к Минотавру: Роман. М., 1972 (Стрела)
- Я, следователь… М., 1972
- Гонки по вертикали: Роман. М., 1974 (Стрела)
- Эра милосердия: Роман. М., 1976 (Воен. прикл.)
- Лекарство для Несмеяны. М., 1978
- Не потерять человека. М., 1978
- Город принял!…: Повесть. М., 1980
- Карский рейд: Повесть. М., 1983 (Библиотека приключенческой и научной фантастики)
- Бес в ребро: Повесть. М., 1989
- На тёмной стороне Луны: Роман. М., 1988; в соавторстве с Л.Словиным
- Евангелие от палача[4]
- Петля и камень в зелёной траве, Нью-Йорк, 1991[4]
- Умножающий печаль, М., 2000 ISBN 5-17-020187-7
- Райский сад дьявола, 2003 ISBN 5-17-018177-9

## Экранизации
- 1971 — Я, следователь
- 1974 — Ночной визит
- 1977 — Свидетельство о бедности
- 1978 — Лекарство против страха
- 1979 — Город принял
- 1979 — Место встречи изменить нельзя
- 1983 — Гонки по вертикали
- 1986 — Потерпевшие претензий не имеют
- 1987 — Визит к Минотавру
- 1989 — Вход в лабиринт
- 1990 — Бес в ребро
- 1990 — Кодекс молчания (На тёмной стороне Луны)
- 1993 — Кодекс молчания 2: След чёрной рыбы
- 2005 — Умножающий печаль (телесериал)[5]
- 2016 — Следователь Тихонов (20 серий)

## Награды и премии
- Орден «Знак Почёта» (3 марта 1988 года) — за заслуги в области советской литературы[6].
- Лауреат премии Союза писателей СССР и МВД СССР (1976, 1978, 1981).
- Лауреат премии Союза писателей РСФСР и Уралмашзавода им. Героя Советского Союза Н. Кузнецова (1983).